# Berlinprogrammet
Berlinprogrammet tyska Berliner Programm var SPD:s partiprogram från 1989 och fram till 2007. Det antogs på SPD:s partikongress 20 december 1989 i Berlin och ersatte det 1959 antagna Bad Godesbergprogrammet.